# Right Thoughts, Right Words, Right Action
Right Thoughts, Right Words, Right Action es el cuarto álbum de estudio de la banda escocesa Franz Ferdinand, que fue lanzado el 26 de agosto de 2013. Previamente al lanzamiento del álbum, se lanzaron los 2 primeros sencillos: Right Action y Love Illumination.

## Antecedentes y grabación
La banda mostró adelantos de muchas de sus nuevas canciones en actuaciones durante 2012 y 2013. El álbum fue grabado en 2013 en el estudio escocés del cantante Alex Kapranos y en los Estudios Sausage del guitarrista rítmico Nick McCarthy en Londres. Kapranos reveló que la banda había decidido llevar una actitud discreta respecto al nuevo álbum ya que Tonight: Franz Ferdinand, su álbum anterior, había sido «contaminado» por información falsa antes del lanzamiento.

## Recibimiento de la crítica
Las reacciones de la crítica a Right Thoughts, Right Words, Right Action fueron generalmente favorables. De acuerdo con Metacritic, el álbum tiene una puntuación de 71/100 basada en 39 críticas, lo que indica reseñas «generalmente favorables».
Adam Silverstein, del Digital Spy, declaró que «a menudo, Right Thoughts, Right Words, Right Action muestra a esta banda afilando su particular indie de éxito asegurado con una distinción brillante.» Sobre el futuro de la banda, comentó que «el medio deplorable, medio amargo «Goodbye Lovers & Friends» probablemente no sea la última canción de Franz Ferdinand, a pesar de que Kapranos proclamando en los segundos finales «pero realmente esto es el final» («but this really is the end») sería un final fantástico. Aunque tras hacer un álbum tan bueno como este, pueden durar todo lo que quieran».
Victoria Segal, de MOJO, escribió que «Franz Ferdinand continúan teniendo una salud buena y robusta, son estetas atléticos que todavía no han roto el paso. No dan un gran paso adelante pero su energía es inconfundible. Todo presente, todo correcto».

## Lista de canciones
| N.º | Título                     | Duración |  |
| 1.  | «Right Action»             | 3:03     |  |
| 2.  | «Evil Eye»                 | 2:47     |  |
| 3.  | «Love Illumination»        | 3:44     |  |
| 4.  | «Stand on the Horizon»     | 4:23     |  |
| 5.  | «Fresh Strawberries»       | 3:21     |  |
| 6.  | «Bullet»                   | 2:43     |  |
| 7.  | «Treason! Animals.»        | 4:07     |  |
| 8.  | «The Universe Expanded»    | 4:34     |  |
| 9.  | «Brief Encounters»         | 3:09     |  |
| 10. | «Goodbye Lovers & Friends» | 3:15     |  |